# 尾上辰之助 (初代)
初代 尾上 辰之助（しょだい おのえ たつのすけ、1946年（昭和21年）10月26日 - 1987年（昭和62年）3月28日）は、昭和の俳優、歌舞伎役者。屋号は音羽屋。定紋は四ツ輪に抱き柏、替紋は藤輪に花菱。日本舞踊の藤間流家元･五代目藤間勘右衛門も兼ねた。本名は藤間亨（ふじま とおる）。
三之助のひとりとして人気を集め、父・二代目尾上松緑の後継者として期待されたが、1987年に40歳で早世した。
その死から14年後の2001年3月28日の命日に長男の二代目尾上辰之助が四代目尾上松緑を襲名するにあたり、三代目尾上松緑を追贈された。

## 来歴
- 1946年10月26日、二代目尾上松緑の長男として生まれる。
- 1952年2月、歌舞伎座『伽羅先代萩』の鶴千代で、初代尾上左近を名乗り初舞台。
- 1965年5月、歌舞伎座『寿曽我対面』の五郎、『君が代松竹梅』の松の君で、初代尾上左近から初代「尾上辰之助」に改名。
- 父譲りの豪快かつ巧みな芸風で、すぐれた口跡の持ち主でもあった。
- 同世代の四代目尾上菊之助（七代目菊五郎）・六代目市川新之助（十二代目團十郎）とは共演する機会も多く、特に1960年代後半には「三之助」と呼ばれて人気を集めていた。
- 1972年10月、十代目市川海老蔵（十二代目團十郎）、二代目中村吉右衛門と『勧進帳』の弁慶、富樫、義経の三役を日替わりで演じる。
（この顔合わせではその後、1974年、1977年にも再演された）
- 1976年、芸術選奨新人賞受賞。
- 1986年2月、アルコール性肝炎による吐血などで入院、この頃から病魔に蝕まれる。6月に退院、11月舞台復帰。
- 1987年1月、『毛抜』の粂寺弾正をつとめるが、これが最後の舞台となる。
- 1987年3月18日、自宅で倒れて入院、それから10日後の3月28日、肝硬変による食道静脈瘤破裂のため死去、40歳。

## 人物・エピソード
- 当時の歌舞伎界において屈指の酒豪として有名で、青年時代にはウイスキーのボトルを1本丸々空けた逸話もある。だが自身は繊細な性格かつ父・二代目松緑の存在はプレッシャーだったことがうかがえ、それらを紛らわせるために酒を飲んでいたことが考えられる。結果的にこの酒飲みが自身の病をもたらし、最期は肝硬変によって若くして命を落とすこととなってしまった。
- 『二代目　聞き書き　中村吉右衛門』には、1972年の『勧進帳』の際のエピソードが、二代目吉右衛門の思い出とともに紹介されている。

“弁慶は八日間交代で辰之助、吉右衛門、海老蔵の順であった。
「年上の僕が後になったものだから、亨（辰之助）が気を使い、『大変なものは先にやった方がいいんだよ』なんてわざと言っていた。こっちが気を悪くしているんじゃないかと心配していた。そういう気の優しい男でした」”
- かつて演劇『リチャード三世』（1980年公演）で辰之助と共演した美輪明宏は、後年司会を務めた『オーラの泉』において三代目中村橋之助（八代目芝翫）をゲストに迎えた際、「お父様（二代目松緑）は豪胆な人だったけれど、辰之助さんはその逆で…ものすごく繊細で、デリケートな人だった」と述懐し、橋之助も「気の優しいお兄さんでしたから」と語っている。

## 主な出演作

### 歌舞伎の当たり役
- 蘭平物狂 - 伴蘭平
- 暗闇の丑松 - 暗闇の丑松
- 勧進帳 - 弁慶、富樫

### 演劇
- オセロー - イアーゴー（1977年、新橋演舞場）
- リチャード三世 - リチャード三世（1980年、池袋サンシャイン劇場公演）

### テレビ
- 大岡政談 池田大助捕物帳（1966年、NHK） - 池田大助役
  - 父・二代目松緑が大岡越前守忠相に扮し、親子共演となった。
- NHK大河ドラマ
  - 竜馬がゆく（1968年、NHK） - 徳川慶喜役
  - 草燃える（1979年、NHK） - 後鳥羽天皇役
  - 徳川家康（1983年、NHK） - 伊達政宗役

ほか多数